# Zmajeva igra smrti
Game of Death (sh. Igra smrti), u Jugoslaviji prikazan pod naslovom Zmajeva igra smrti je hongkonški film borilačkih vještina snimljen 1978. godine u režiji Roberta Clousea, poznat kao posljednje ostvarenje u filmografiji Brucea Leeja, odnosno najpoznatiji Bruceploitation film. Temelji se na The Game of Death, filmu koga je Lee režirao 1972. godine, a koji je u trenutku njegove smrti 1973. godine ostao nedovršen. Nastojeći iskoristiti status Leeja kao svjetske pop ikone, producenti su oko Leejevog originalnog materijala stvorili potpuno novi zaplet, odnosno nadosnimili nove scene pri čemu su se intenzivno koristili dublerima za lik koji tumači preminuli Lee. U filmu je Leejev lik tako postao hongkonški majstor borilačkih vještina i nova filmska zvijezda na koju gangsteri, nakon što je odbio popustiti njegovim ucjenama, izvrše atentat. Radnja prikazuje kako je u njemu teško ranjen i prisiljen na plastičnu operaciju, ali kako krije vlastitu smrt kako bi se pripremio za obračun. Game of Death, iako je po budžetu i drugim resursima bio najambiciozniji od svih ostvarenja Leejeve filmografije, dočekan je loše od strane kritike, koja je producentima očigledno korištenje dublera, kao i nedostatak ukusa i pijeteta (pa tako dokumentarne snimke sa stvarnog Leejevog pogreba "glume" lažni pogreb njegovog lika). Publika je, međutim, oduševljeno prihvatila film, a uticao je na neke filmaše od kojih se posebno ističe Quentin Tarantino u čijem je filmu Kill Bill lik Nevjeste odjeven poput Leejevog lika u filmu. 

### Uloge
- Bruce Lee ... "Billy Lo"
- Gig Young ... "Jim Marshall"
- Dean Jagger ... "Dr. Land"
- Colleen Camp ... "Ann Morris"
- Hugh O'Brian ... "Steiner"
- Robert Wall ... "Carl Miller"
- Dan Inosanto ... "Pasqual"
- Ji Han-jae ... "Borac u restoranu"
- Kareem Abdul-Jabbar ... "Hakim"
- Mel Novak ... "Stick"
- Sammo Hung ... "Lo Chen"
- James Tien ... "Charlie Wang" (američka verzija) / "Fong Chun" (hongkonška verzija)
- Roy Chiao ... "(Ujak) Henry Lo" (samo američka verzija)
- Casanova Wong ... "Lau Yea-chun" (samo hongkonška vertija)
- Chuck Norris ... "Borac u filmu" (arhivske snimke)
- Kim Tai-jong ... "Billy Lo" (dubler za Brucea Leeja)
- Yuen Biao ... "Billy Lo" (dubler za Bruce Lee u akrobatskim scenama)
- Alan Chui Chung-San (pomoćni kaskader, također jedan od čuvara dr. Landa)
- Chen Yao-po ... "Billy Lo" (dubler za Brucea Leeja)
- Christ Kent ... engleski glas za Billyja Loa (dubler za Brucea Leeja)
- Tony Leung
- Billy McGill
- Jim James
- Russell Cawthorne
- Lam Ching-ying
- John Ladalski
- David Hu
- Don Barry
- Jess Hardie
- Eddie Dye
- Peter Nelson
- Peter Gee
- Peter Chan
- Mars ... jedan od dr. Landovih čuvara (statist)
- Lau Kar-wing
- Fung Hak-on ... Nasilnik u žutom odijelu koji se bori u Henry Lo's Opera Place (samo američka verzija)
- Tai San
- Jason Williams

## Spoljašnje veze
- Official website at Miramax Films
- Game of Death на веб-сајту  (језик: енглески)
- Game of Death na AllMovie ((en))
- Zmajeva igra smrti на веб-сајту  (језик: енглески)